# Heptozus ecuadorianus
Heptozus ecuadorianus är en tvåvingeart som beskrevs av Lindner 1949. Heptozus ecuadorianus ingår i släktet Heptozus och familjen vapenflugor.
Artens utbredningsområde är Ecuador. Inga underarter finns listade i Catalogue of Life.